# يوهان بيتر كيلنر
يوهان بيتر كيلنر (بالألمانية: Johann Peter Kellner)‏ هو عازف الأرغن وملحن ألماني، ولد في 28 سبتمبر 1705 في غريفنرودا ‏ في ألمانيا، وتوفي بنفس المكان في 19 أبريل 1772.

## وصلات خارجية
- يوهان بيتر كيلنر على موقع ميوزك برينز (الإنجليزية)
- يوهان بيتر كيلنر على موقع ديسكوغز (الإنجليزية)